# 茨木市立三島小学校
茨木市立三島小学校（いばらきしりつ みしましょうがっこう）は、大阪府茨木市にある公立小学校。

## 沿革
明治時代の学制発布に伴い、1875年に当時の島下郡太田村の安楽寺（町村制施行で三島村、現在の茨木市太田1丁目）に第八大区第二小区第四番小学校、また当時の島下郡西河原村（町村制施行で三島村）384番地の共有米蔵（現在の茨木市西河原北町7-33・西河原公民館）に第八大区第二小区第五番小学校が相次いで開校した。
2校は1883年2月20日に合併した。学校沿革史の上では、2校合併をもって学校創立としている。
1901年4月25日に三島郡三島村大字西河原小字馬場先175番地他数筆（現在地）を校地として新築移転している。
1954年には学校内に天文台が設置されている。天文台は現存しないが、設置当時は学習や学校行事などで活用された。小学校に天文台が設置されたのは当時でも珍しく、新聞や理科の参考書などでもたびたび紹介された。
地域の児童数の急増により、1970年代には茨木市立東小学校・茨木市立太田小学校・茨木市立庄栄小学校を相次いで分離している。
- 1875年2月 - 第八大区第二小区第四番小学校が開校。
- 1875年10月 - 第八大区第二小区第五番小学校が開校。
- 1883年2月20日 - 第四番・第五番の2校合併。島下郡公立三島小学校と称する（学校創立）。
- 1886年4月 - 島下郡三島尋常小学校に改編。
- 1896年4月1日 - 郡の合併により、三島郡三島尋常小学校と称する。
- 1901年4月25日 - 現在地に移転。
- 1941年4月1日 - 国民学校令により、三島郡三島国民学校に改称。
- 1947年4月1日 - 学制改革により、三島村立三島小学校に改称。
- 1948年1月1日 - 三島村などの合併で茨木市が発足したことに伴い、茨木市立三島小学校に改称。
- 1970年4月1日 - 茨木市立東小学校を分離。
- 1972年4月1日 - 茨木市立太田小学校を分離。
- 1975年4月1日 - 茨木市立庄栄小学校を分離。
- 1990年 - 茨木市教育委員会から同和教育の研究校に指定される（1991年度までの2年間）。

## 通学区域
- 茨木市 三島町、三島丘1・2丁目、総持寺1・2丁目、西河原1・2丁目、三咲町、総持寺駅前町の一部。

卒業生は基本的に茨木市立三島中学校へ進学する。

## 交通
- 阪急京都線 総持寺駅 北西へ約1km。
- 近鉄バス 三島小学校前バス停。